# Oskar Menzel (Architekt)
Oskar Menzel, auch Oscar Menzel, (* 1. Mai 1873 in Dresden; † 7. Mai 1958 ebenda) war ein deutscher Architekt.

## Leben

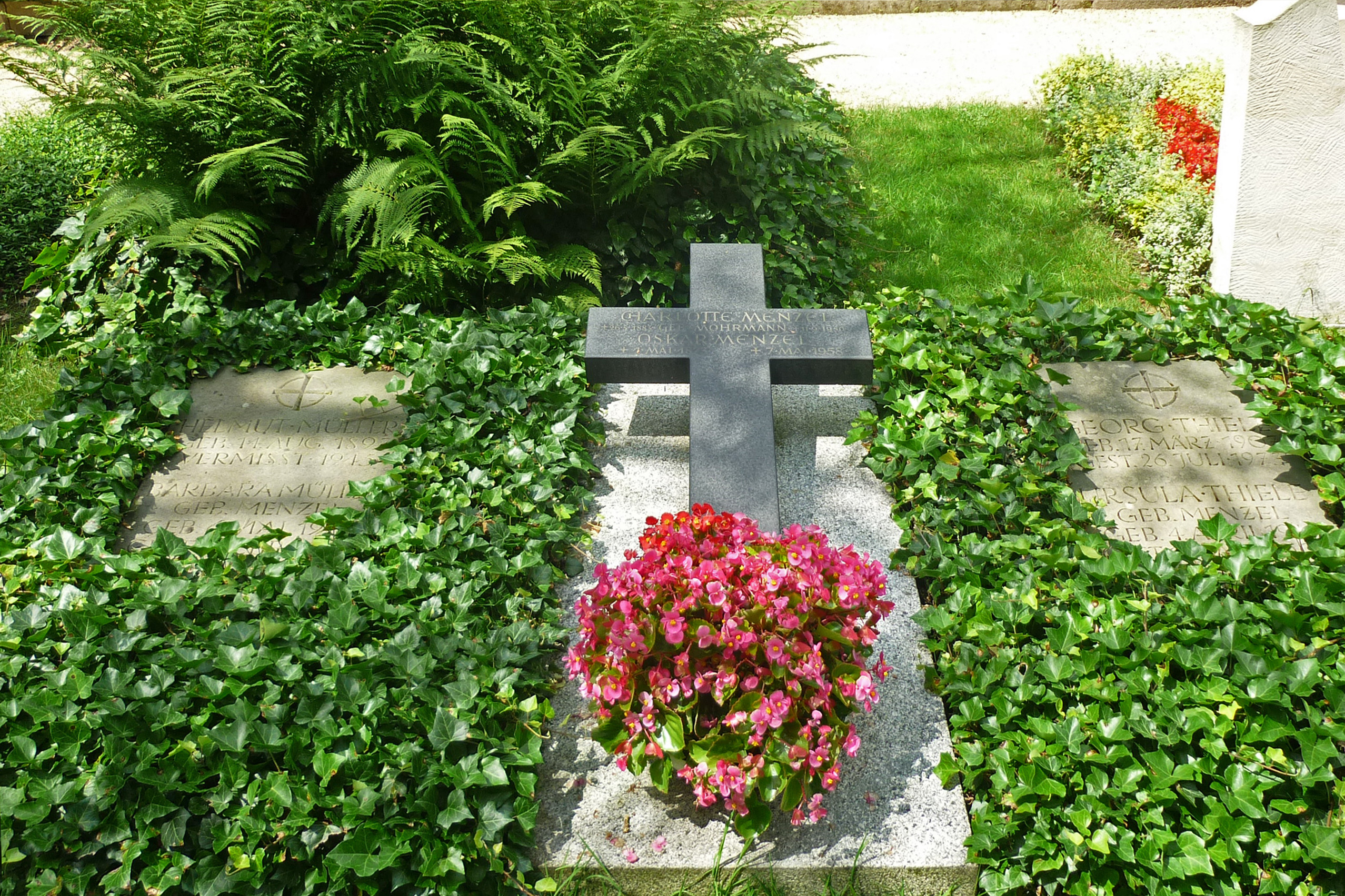
Grabstätte Oskar Menzel auf dem Loschwitzer Friedhof

Menzel besuchte bis 1888 die Dreikönigschule, ein Realgymnasium in Dresden, und begann anschließend eine Zimmererlehre beim Amtszimmermeister H. R. Heine. Nach dem Besuch der Baugewerkschule Dresden war er von 1893 bis 1896 als Bautechniker unter anderem in Dresden und Pirna sowie in Elberfeld tätig. Es schloss sich 1896 ein einjähriges Studium als Gasthörer an der Technischen Hochschule Dresden an, dem 1897 der Berufsabschluss als Maurer folgte. Von 1897 bis 1899 wurde Menzel an der Dresdner Kunstakademie Meisterschüler bei Paul Wallot. In dieser Zeit lernte er den Mitstudenten Rudolf Kolbe kennen, die Freundschaft führte zur gemeinsamen Arbeit in Loschwitz. Noch während seiner Studienzeit reichte Menzel seine ersten Entwürfe zur Genehmigung ein.
Nach dem Ende seiner Ausbildung eröffnete Menzel noch 1899 ein eigenes Büro für Architektur im Haus Ferdinandstraße 8 in Dresden, wo er auch wohnte. 1905 heiratete er Charlotte Mohrmann, mit der er in den nächsten Jahren zwei Töchter bekam. 1907 bezog die Familie, bereits mit dem ersten Kind, eine in Dresden zentral gelegene Wohnung im heute denkmalgeschützten Haus Schützengasse 11.
Von 1913 bis zu seiner Pensionierung 1938 hatte Menzel neben seinem Atelier einen Lehrauftrag an der Kunstgewerbeschule Dresden inne, im Jahr 1914 wurde er dort zum Professor ernannt.
Menzel starb 1958 in Dresden und wurde auf dem Loschwitzer Friedhof beerdigt.

## Wirken

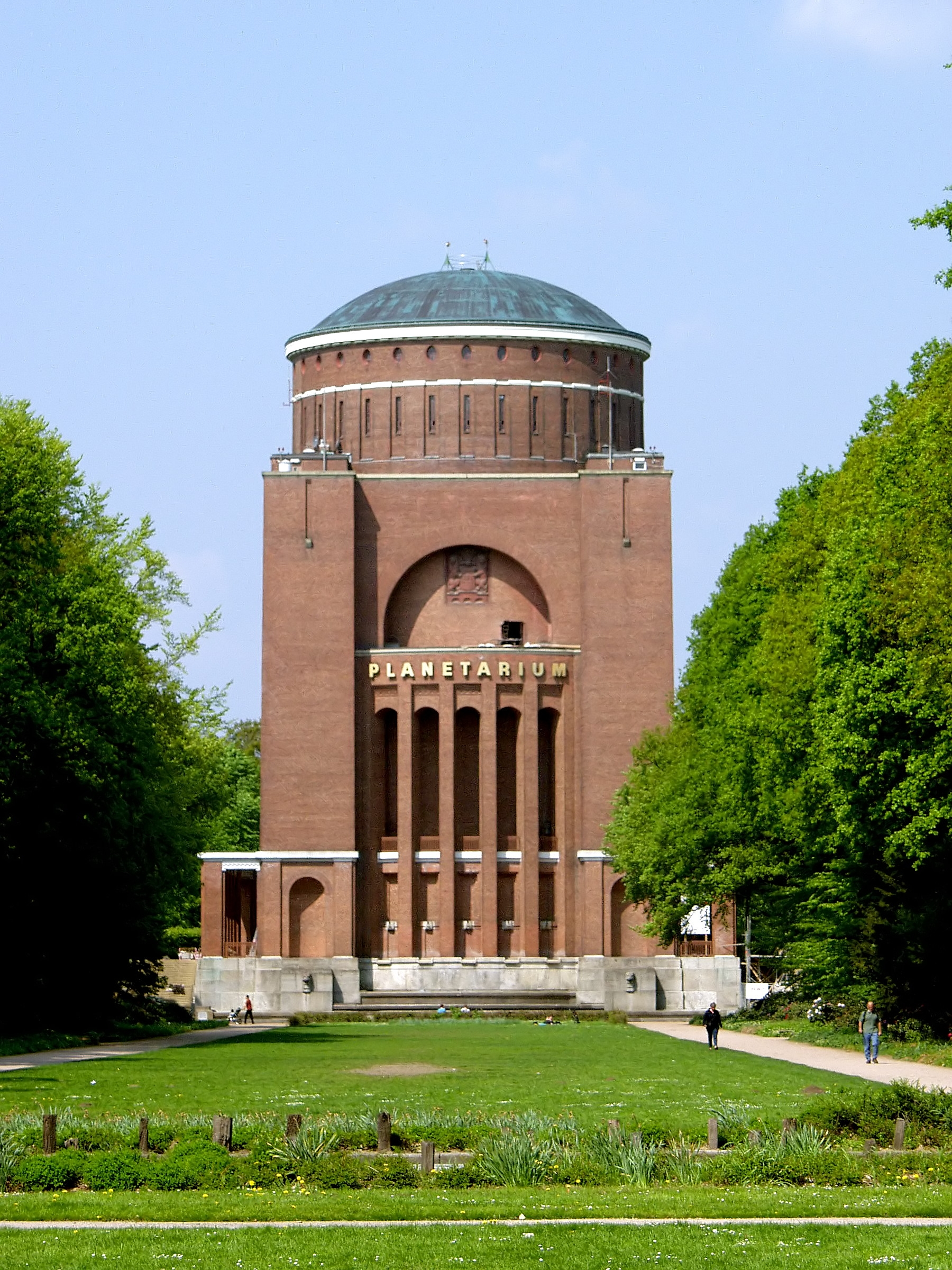
Planetarium Hamburg

Im Jahr 1898 baute Menzel im Radebeuler Villenquartier Oberlößnitz das Herrenhaus Albertsberg durch Barockisierung der Fassade mit gotisierenden Vorhangbogenfenstern um. 1899/1900 folgte die dreigeschossige, repräsentative Villa Goetheallee 51 in Dresden für den Rentier Theodor Grimme. Bei dieser schuf er einen Übergang vom Historismus zum Jugendstil. Um 1900 erwarb er zusammen mit Rudolf Kolbe ein durch die vergangene Reblauskatastrophe brachgefallenes Weinbergareal rund um die Robert-Diez-Straße im heutigen Dresdner Stadtteil Loschwitz, das sie parzellierten und wo sie auch an der heutigen Hermann-Vogel-Straße mehrere Wohnhäuser errichteten. 1901/1902 baute Menzel das Wohn- und Geschäftshaus Hauptstraße 25/27 in Radebeul, das zur Straßenseite durch elf verschiedene Gestaltungsvarianten der Fenster auffällt. Ebenfalls in dieser Zeit baute Menzel für Justizrat Bruno Windisch dessen Haus Windisch mit neobarocken Formen aufwändig zum villenartigen Landhaus um. 1903 baute sich Menzel selbst auf dem Grundstück Robert-Diez-Straße 10 eine Villa als eigenes Wohnhaus.
Der hauptsächlich im Raum Dresden wirkende Menzel durfte 1908 in Sankt Petersburg auf der internationalen Kunstausstellung die sächsischen Ausstellungsräume ausgestalten. Im selben Jahr gewann er einen Architekturwettbewerb für den Bau eines Wasserturms im Hamburger Stadtteil Winterhude. Dieser Turm wurde 1913–1915 unter Leitung von Fritz Schumacher erbaut und 1930 zum Planetarium Hamburg umgenutzt.
Weniger bekannt sind Menzels Arbeiten in Kirchen. Am 27. August 1933 wurde mit einem schlichten schwarzen Kreuz im Fußboden der Frauenkirche ein Denkmal für die im Ersten Weltkrieg gefallenen Soldaten eingeweiht. Dieses Mahnmal wurde beim Wiederaufbau der Kirche nach der Wende nicht wiederhergestellt. 1937 erhielt Menzel die Aufgabe, die denkmalpflegerische innere Neuausgestaltung der Marienkirche in Werdau vorzunehmen. Dabei arbeitete er mit dem Maler und Restaurator Max Helas zusammen.
Berufliche wie auch private Kontakte pflegte Menzel mit den bekannten Architektenkollegen Wilhelm Kreis und Heinrich Tessenow.
Menzel war Mitglied im Deutschen Werkbund (DWB) und im Bund Deutscher Architekten (BDA), dazu kamen die Künstlervereinigungen Die Zunft von Hans Erlwein sowie Der Märzbund. Diese Verbindung mit künstlerischen Zeitgenossen spiegelte sich in der Anwendung auch künstlerischer Akzente in Menzels Werken wider. Insgesamt sind Menzels Werke wie die vieler seiner Zeitgenossen teilweise noch dem ausklingenden Historismus (Neobarock) zuzuordnen, teilweise gehören sie stilistisch zum Jugendstil oder auch zur Reformbaukunst.

## Bauten und Entwürfe

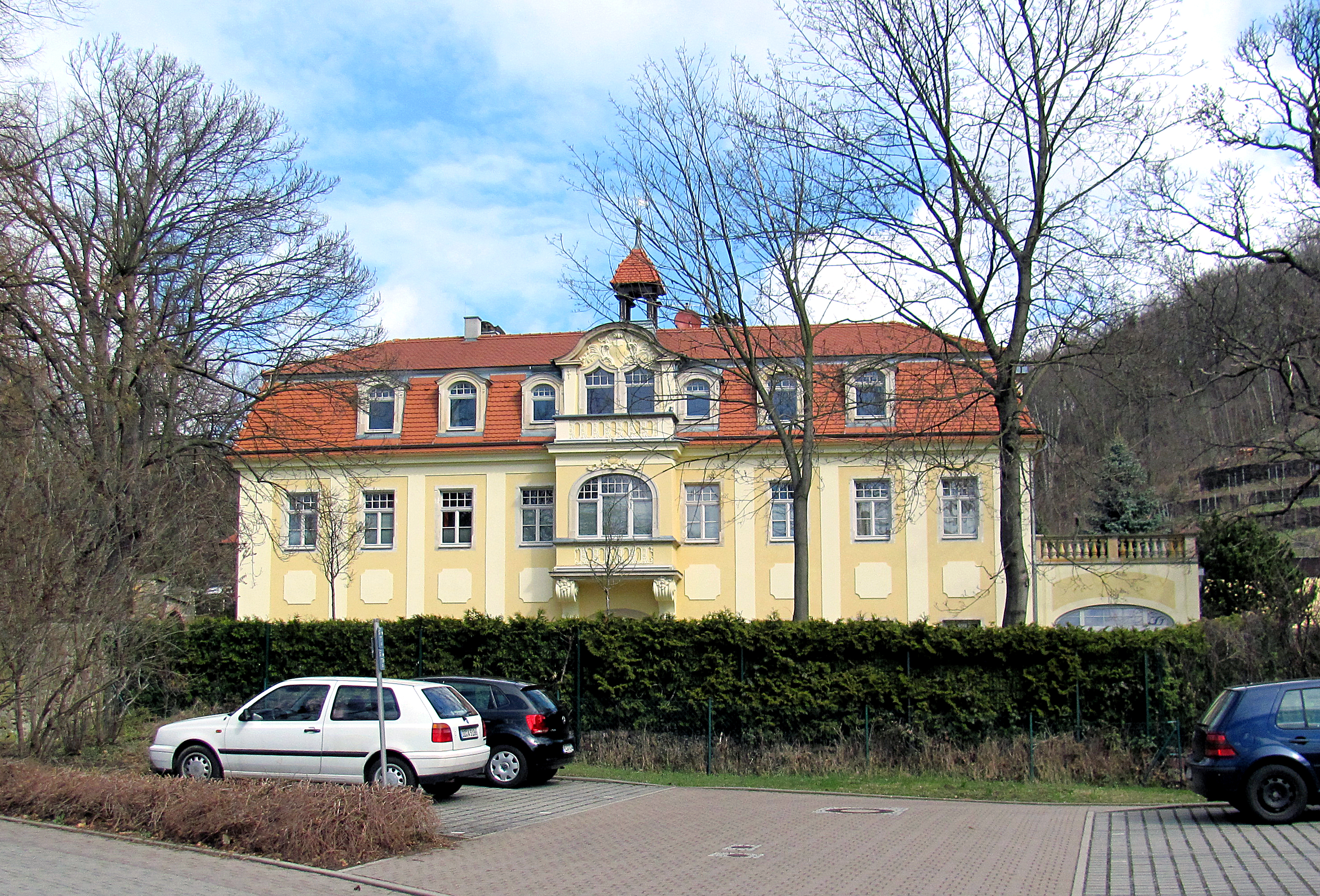
Albertsburg oder Haus Albertsberg

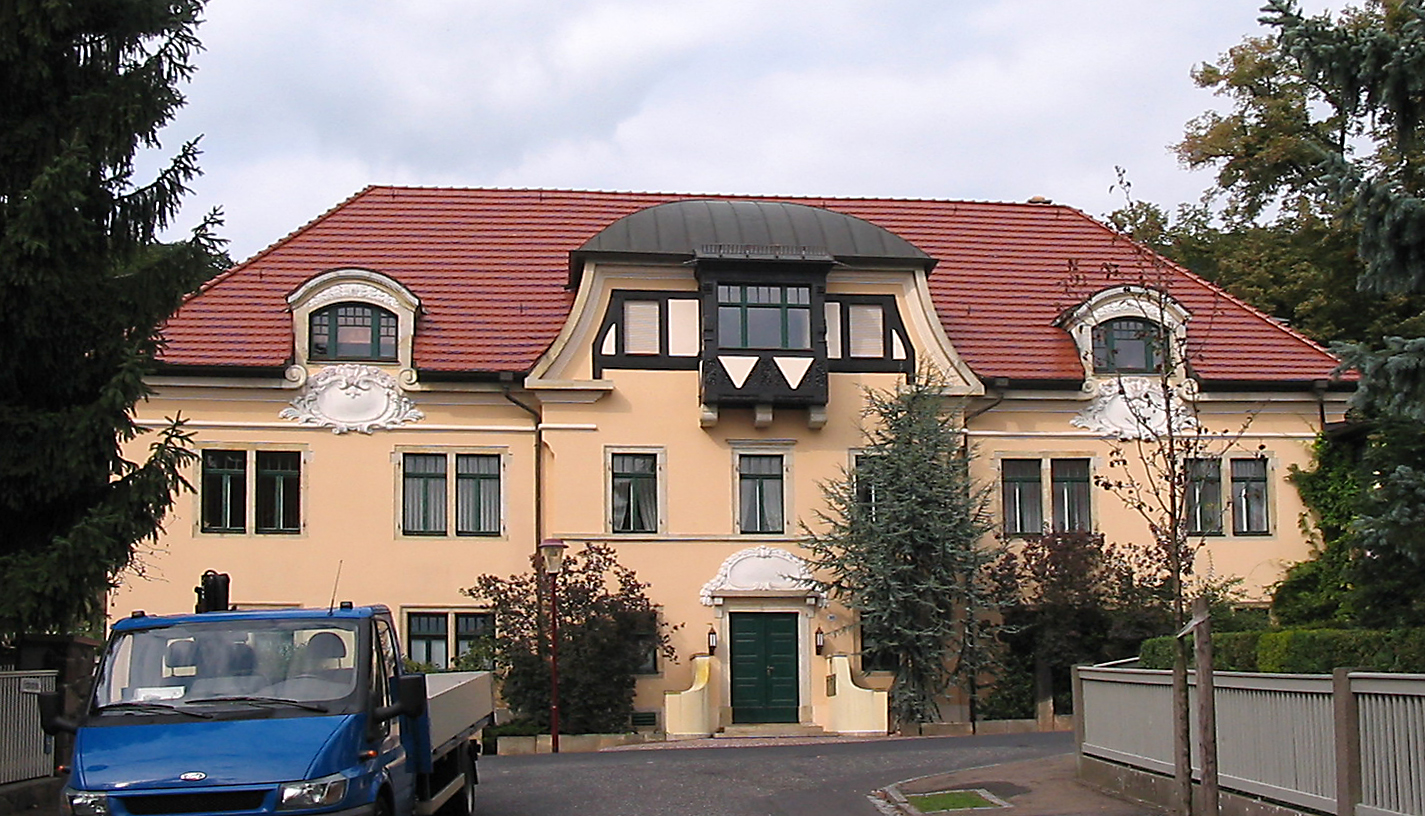
Haus Windisch

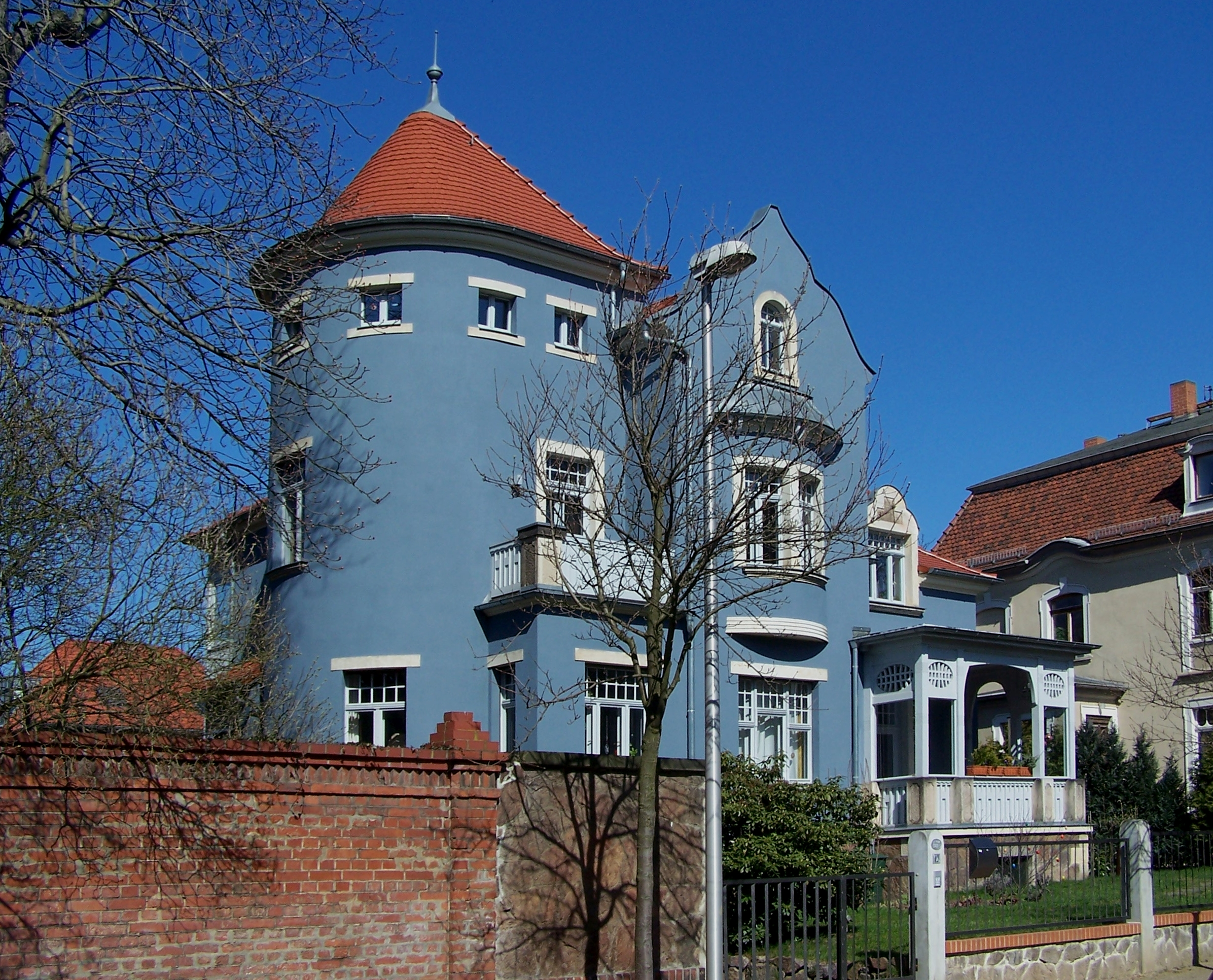
Villa Blumberger

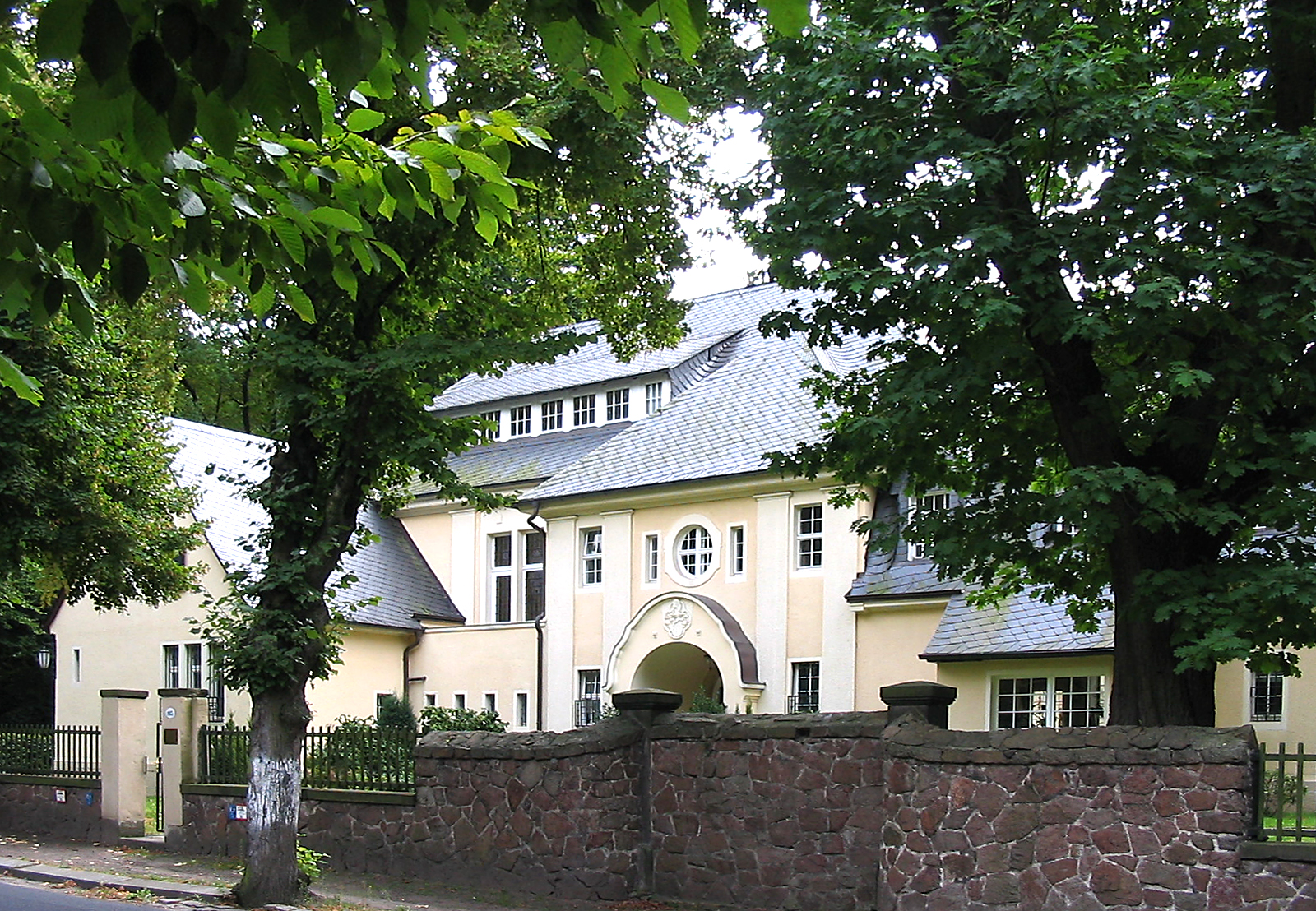
Hagensche Villa

- 1898: Umbau des Herrenhauses Albertsberg in Oberlößnitz, Eduard-Bilz-Straße 49
- 1898–1899: Villa Max Kuntze in Niederlößnitz, Jagdweg 6
- 1899–1900: Villa für Theodor Grimme in Blasewitz, Goetheallee 51
- 1899–1901: Villa Kuntze mit Pförtnerhaus in Niederlößnitz, Obere Bergstraße 14 und 16
- 1900: Villa Sommer in Oberlößnitz, Augustusweg 44
- um 1900: Erschließung eines ehemaligen Weinbergs, Parzellierung und Neubau mehrerer Wohnhäuser in Loschwitz, Hermann-Vogel-Straße und Robert-Diez-Straße (zusammen mit Rudolf Kolbe)
- 1900: Haus des Schulmeisters in Loschwitz[4]
- 1901–1902: Wohn- und Geschäftshaus Hauptstraße 25/27 in Radebeul
- 1901–1903: Umbau von Haus Windisch in Oberlößnitz, Augustusweg 92
- 1902: Landhaus Heinrich Mehlig in Oberlößnitz, Augustusweg 77
- 1902: Mietshaus Pestalozzistraße 23 in Radebeul
- 1902–1903: Mietshaus Paul Schadewitz in Radebeul, Pestalozzistraße 21
- 1902–1903: Mietvilla Johann Gottfried Böthgen in Serkowitz, Wasastraße 38
- 1902–1903: Umbau der Martin-Luther-Kirche in Schönheide im Erzgebirge[5]
- 1903: eigenes Wohnhaus in Loschwitz, Robert-Diez-Straße 10[3][6]
- 1903: Mietvilla Wichernstraße 7 in Radebeul (Zuschreibung an Menzel)
- 1903–1904: Mietvilla Roseggerstraße 8 in Serkowitz
- 1903–1905: Villa Blumberger in Alt-Radebeul, Clara-Zetkin-Straße 12
- 1904: Mausoleum für den Dresdner Unternehmer Bruno Naumann in Königsbrück (plastische Schmuckelemente von Bildhauer Ernst Hottenroth; unter Denkmalschutz)[7]
- 1905–1906: Landhaus Eduard-Bilz-Straße 23 in Oberlößnitz (Bauantrags-Unterzeichner war der Architekt Max Steinmetz, der Entwurf wird jedoch Oskar Menzel zugeschrieben.)
- 1906: Anbau für die Villa Eduard-Bilz-Straße 18 in Alt-Radebeul
- 1906: Landhaus Roseggerstraße 4 in Serkowitz
- 1906: Landhaus Lutzmann in Niederlößnitz, Lindenaustraße 3 („Villen-Projekt“ in der Villenkolonie Altfriedstein nach Gesamtplanung von Schilling & Graebner; Entwurf dieses Hauses Oskar Menzel zugeschrieben)[8]
- 1907: Hagensche Villa in Oberlößnitz, Augustusweg 105
- 1907–1908: Haus Gertrud in Serkowitz, Roseggerstraße 3
- 1908: Wettbewerbsentwurf für den Wasserturm in Hamburg-Winterhude (1. Preis, Ausführung 1912–1915, heute Planetarium Hamburg)
- 1908: Kurhaus Wettin, Haidebergstraße 20
- um 1908: Villa Dr.-Külz-Straße 25 in Niederlößnitz (Zuschreibung des Entwurfs, Ausführung durch Adolf Neumann)[1]
- 1908–1909: Villa Roseggerstraße 5 in Serkowitz
- 1911–1913: Villa Fanny Fischer in Niederlößnitz, Körnerweg 3 (Ausführung durch Johannes Eisold)
- 1912: Apotheke „Weißes Roß“ in Serkowitz, Straße des Friedens 60
- 1912–1913: Landhaus Weintraubenstraße 5 in Serkowitz
- 1913: Landhaus Julius Caspar in Oberlößnitz, Weinbergstraße 3 (Ausführung durch Johannes Eisold)
- 1914: Wettbewerbsentwurf für den Kötzschenbrodaer Wasserturm (prämiert mit dem 3. Preis)
- 1922: Erweiterung der Villa Hermann Thessius in Niederlößnitz, Moritzburger Straße 41
- 1933: Denkmalkreuz für die im Ersten Weltkrieg Gefallenen in der Dresdner Frauenkirche (beim Wiederaufbau nicht wiederhergestellt)
- 1937: Neuausgestaltung der Marienkirche in Werdau (mit dem Maler Max Helas)
- 1950: Auftrag für den Wiederaufbau der Loschwitzer Kirche (nicht ausgeführt, Entwurfs-Aufstellung nicht belegt)